# Марко Коменда
Марко Коменда (нім. Marco Komenda, нар. 26 листопада 1996, Дармштадт, Німеччина) — німецький футболіст, захисник клубу «„Гольштайн“».

## Ігрова кар'єра
Марко Коменда є вихованцем футбольної школи клубу «Дармштадт 98». У 2015 році захисник перейшов до клубу «Шпортфройнде», що виступав у Оберлізі Вестфалія. Провівши всі матчі за сезон, влітку 2016 року Коменда приєднався до гладбахської «Боруссії», де два сезони грав у дублюючому складі в Регіональній лізі.
Ще два сезони футболіст провів у клубі Ліги 3 «Меппен». У складі «Меппена» Коменда зіграв свою першу гру на професійному рівні — 30 липня 2018 року.
Влітку 2020 року Коменда перейшов до клубу Другої Бундесліги «Гольштайн», з яким підписав контракт до 2023 року. У березні 2022 року угоду з клубом продовжив ще на три роки. В сезоні 2023/24 Коменда разом з клубом посів друге місце у Другій Бундеслізі і виборов право на підвищення в класі. 24 серпня 2024 року в матчі проти «Гоффенгайм 1899» Марко Коменда дебютував у Першій Бундеслізі.